# Jeanne Lee

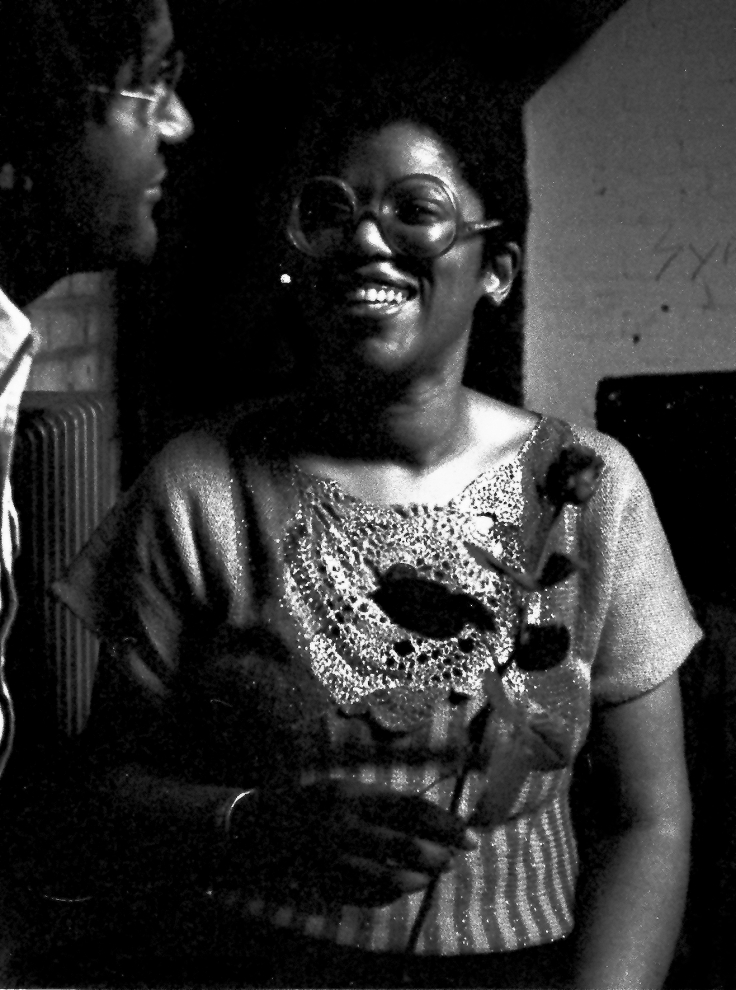
Jeanne Lee 1984 in Hamburg

Jeanne Lee (* 29. Januar 1939 in New York; † 25. Oktober 2000 in Tijuana, Mexiko) war eine US-amerikanische Sängerin (Jazz, Neue Musik), Choreographin und Autorin. Ihr wird der innovativste sängerische Ansatz im zeitgenössischen Jazz zugeschrieben.

## Leben und Wirken
Die am Bard College (in Annandale-on-Hudson, New York) ausgebildete Pianistin, Tänzerin und Choreographin (Bachelor) begann 1961, angeregt durch Aufnahmen der peruanischen Sängerin Yma Sumac, die Möglichkeiten der menschlichen Stimme systematisch zu erforschen. Im Duo mit Pianist Ran Blake nahm Jeanne Lee das Album The Newest Sound Around auf: Knappe, beinahe „coole“ Interpretationen von Standards und eigenen Stücken, die durch ihre Kombination von Schönheit und Einfachheit bis heute bestechen. Das Duo nahm 1962 am Monterey Jazz Festival teil und hatte 1963 mit einer sechsmonatigen Tournee durch Europa Erfolg. Nach ihrer Rückkehr in die USA heiratete sie den Sound-Poeten David Hazelton, gebar ihre Tochter Naima und lebte bis 1966 in Kalifornien.
1966 kam sie wieder nach Europa, wo sie mit Gunter Hampel, Willem Breuker, Arjen Gorter und Pierre Courbois die Schallplatte Gunter Hampel Group & Jeanne Lee einspielte. Anschließend ging Lee zurück in die Vereinigten Staaten, wo ihr Mann im Sterben lag. 1969 kam sie erneut nach Europa, wo sie an der Aufnahme von The 8th of July 1969, einer der ersten Begegnungen von afroamerikanischer und europäischer freier Musik mitwirkte. Konzerte und Platten mit den verschiedenen Ensembles von Hampel, insbesondere seiner Galaxie Dream Band, daneben auch mit Gruppen von Anthony Braxton, Sunny Murray, Marion Brown, Rahsaan Roland Kirk, Enrico Rava und Aufnahmen für Carla Bleys Escalator over the Hill folgten. 1974 veröffentlichte sie die LP Conspiracy, wo ihre Gedichte deutlicher im Zentrum stehen als in den Werken Hampels. 1976 und 1977 war sie an der Erarbeitung und zahlreichen Aufführungen von John Cages aleatorischer Komposition Renga with Apartment House 1776 beteiligt (Premiere unter Leitung von Pierre Boulez).
Lee pendelte zwischen Deutschland und den USA; aus der zweiten Ehe (mit Hampel), mit dem sie seit 1967 zusammenlebte, stammen die Kinder Cavana und Ruomi. Sie arbeitete mit Archie Shepp, Bob Moses, Andrew Cyrille, Ellen Christi, Lisa Sokolov, William Parker, Peter Kowald, Marilyn Mazur und Tänzerinnen wie Patricia Parker zusammen und gründete mit Jay Clayton, Urszula Dudziak, Lauren Newton und Bobby McFerrin den Vocal Summit (Schallplatte 1982, Tournee 1984). Außerdem war sie an Aufnahmen und Tourneen mit musikalischen Projekten um die Maler A. R. Penck und Stefan Roloff beteiligt.
1992 entstand ihre CD Natural Affinities nach Texten von Ntozake Shange und eigenen Gedichten mit u. a. Amina Claudine Myers und Dave Holland, 1993 Here and Now gemeinsam mit dem Cellisten David Eyges. Außerdem arbeitete sie mit Reggie Workman, Jane Bunnett, Sheila Jordan, Gary Bartz und dem Orchestre National de Jazz zusammen. Gemeinsam mit dem Pianisten Mal Waldron bildete sie ein langjähriges Duo, das für Tourneen teilweise zum Trio erweitert wurde (zum Beispiel mit Nicolas Simion).
In New York führte sie Sound-and-Movement-Workshops mit Michelle Berne und Jay Clayton durch. Am New England Conservatory of Music und am Koninklijk Conservatorium Den Haag bildete sie junge Sängerinnen aus (beispielsweise Susanne Abbuehl und Anette von Eichel). 1999 veröffentlichte sie das Buch Jam! The Story of Jazz Music.
Ihr Wirken, insbesondere ihr Gesang mit seiner bewussten körperlichen Einbindung, haben herkömmliche Vorstellungen des Singens überwunden. Ihre Improvisationen und ihre gesungene Poesie klingen – so der Jazz Rough Guide – „immer leicht wie nebenher und lässig entstanden. Ihre Stimme tanzt, selbstverständlich und schwerelos.“
Sie erlag mit 61 Jahren in Tijuana einer wenige Monate zuvor diagnostizierten Darmkrebserkrankung.

## Diskographie (Auswahl)
- 1962: The Newest Sound Around (mit Ran Blake)
- 1972: Spirits (mit Gunter Hampel und Perry Robinson)
- 1972: Familie (mit Gunter Hampel und Anthony Braxton)
- 1972: Town Hall 1972 (mit Anthony Braxton)
- 1974: Conspiracy (mit Gunter Hampel, Sam Rivers, Jack Gregg, …)
- 1978: Oasis (mit Gunter Hampel)
- 1979: Nuba (mit Andrew Cyrille und Jimmy Lyons)
- 1979: Freedom of the Universe (mit Gunter Hampel)
- 1984: Don't Freeze Yourself to Death Over There in Those Mountains (mit Denis Charles)
- 1992: You Stepped Out of a Cloud (mit Ran Blake)
- 1992: Natural Affinities (mit Dave Holland, Gunter Hampel, Amina Claudine Myers, …)
- 1993: Here and Now (mit David Eyges)
- 1994: After Hours (mit Mal Waldron)
- 1995: Travellin' In Soul-Time (mit Mal Waldron und Toru Tenda)
- 1995: White Road Black Rain (mit Mal Waldron und Toru Tenda)
- 1996: Duo (mit Gunter Hampel)